# Anubis (cifrario)
Anubis è un cifrario a blocchi sviluppato da Vincent Rijmen e Paulo Barreto come candidato del progetto NESSIE. Anubis opera su blocchi di dati di 128 bit ed accetta chiavi di lunghezza 32N (con N=4..10). L'algoritmo non è soggetto a brevetti ed è liberamente utilizzabile. Anubis è una variante del Rijndael.
L'algoritmo usa le stesse operazioni sia per la cifratura che per la decifratura: questo permette implementazioni molto compatte a livello software ed a basso costo a livello hardware.
Ci sono due versioni del cifrario Anubis: la versione originale utilizza una S-box pseudo-casuale, mentre la seconda, denominata tweaked ed ottimizzata per le implementazioni in hardware, utilizza una struttura ricorsiva basata su 2 mini S-box denominate P-Box e Q-box precalcolate.
Il nome Anubis deriva dall'omonimo dio della mitologia egizia, signore della morte, delle tombe e dell'imbalsamazione, che gli autori dell'algoritmo hanno eletto anche a signore della cifratura: essi hanno scherzosamente dichiarato che chi violerà il cifrario sarà maledetto.